# Josep Alegre i Vilas

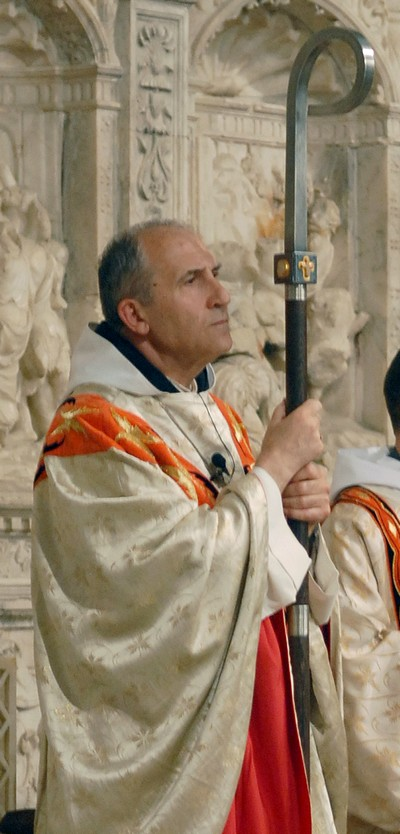
Josep Alegre i Vilas (2008)

Josep Alegre i Vilas OCist (* 8. November 1940 in Vallobar, Baix Cinca; † 26. Januar 2024 in Poblet) war ein spanischer, römisch-katholischer Ordenspriester und von 1998 bis 2015 Abt von Poblet.

## Leben
Alegre absolvierte ein Lehramtsstudium und trat anschließend in das Priesterseminar von Saragossa ein. Seine theologischen Studien erhielt er am Königlichen Seminar von San Carlos Borromeo in Saragossa. Am 18. März 1970 empfing er das Sakrament der Priesterweihe und wirkte bis 1995 als Seelsorger in verschiedenen Pfarren. Nach 25 Jahren im Dienst als Diözesanpriester bat er 1995 er unter Abt Maurus Esteva Alsina um Aufnahme in das Kloster Poblet, wo er am 26. Januar 1996 das Noviziat begann und am 25. Januar 1997 die zeitliche Profess ablegte. Am 20. April 1998, noch vor seinen ewigen Gelübden, wurde er vom Kapitel des Klosters zum Abt postuliert und von Esteva, der 1995 zum Generalabt der Zisterzienser gewählt wurde, kanonisch bestätigt und in sein Amt eingeführt. Die Abtsbenediktion spendete der Erzbischof von Tarragona, Lluís Martínez Sistach, am 27. Juni 1998.
Nach seinem Amtsantritt begann Alegre Mönchtum in Rom zu studieren und erwarb in San Cugat del Vallés eine akademische Graduierung mit einer Arbeit über Wilhelm von Saint-Thierry. Als Abt von Poblet war er von Amts wegen Abtpräses der Klöster der Zisterzienserkongregation der Krone von Aragón, zu denen neben Poblet auch die Frauenklöster Vallbona und Valldonzella gehören sowie das Männerkloster Solius.
Am 3. Dezember 2015 wurde Alegre, nachdem er aus Altersgründen seinen Rücktritt eingereicht hatte, von Octavi Vilá Mayo als Abt von Poblet abgelöst. Er lebte fast zwanzig Jahre lang als emeritierter Abt in seinem Kloster. Am 24. Januar 2023 empfing er aus den Händen seines Freundes Juan José Omella, Erzbischof von Barcelona, die Sterbekommunion und die Krankensalbung, nachdem er plötzlich und unerwartet von einer Krankheit dahingerafft wurde. Er starb am 26. Januar 2024 in Poblet, dem Hochfest der Mitbegründer des Zisterzienserordens, der heiligen Robert von Molems, Alberich und Stephan Harding.